# Kringa
El pueblo de Kringa (en italiano: Corridico) es una aldea del municipio croata de Tinjan, del que dista 5 kilómetros, situado en el condado de Istria.

## Historia
En la zona de Kringa todavía existen restos visibles de un castro construido en la Edad del Hierro. Desde 1012 se menciona como posesión del Patriarcado de Aquilea. Desde finales del siglo XII, formó parte del Principado de Pazin.
De Kringa era natural el aldeano Jure Grando, que fue descrito como uno de los primeros casos reales de vampirismo en los registros históricos.
En el centro del pueblo se encuentra una iglesia barroca dedicada a San Pedro y San Pablo, construida en 1782 sobre los cimientos de una iglesia anterior.

## Demografía
En 2011, Kringa contaba con 350 habitantes.
| 1857 |  | 1869 |  | 1890 |  | 1900 |  | 1910 |  | 1921 |  | 1931 |  | 1948 |  | 1961 |  | 1981 |  | 1991 |  | 2001 |  | 2011 |  | 2021 |
| ---- |  | ---- |  | ---- |  | ---- |  | ---- |  | ---- |  | ---- |  | ---- |  | ---- |  | ---- |  | ---- |  | ---- |  | ---- |  | ---- |
| 815  |  | 843  |  | 581  |  | 622  |  | 713  |  | 1176 |  | 1218 |  | 677  |  | 531  |  | 399  |  | 359  |  | 364  |  | 350  |  | 324  |